# CICIMAR
El Centro Interdisciplinario de Ciencias Marinas (CICIMAR) es un centro de investigación que pertenece al Instituto Politécnico Nacional. Se localiza en el estado de Baja California Sur en la ciudad de La Paz. Además de la investigación cuenta con programas de especialidad, maestría y doctorado. CICIMAR trabaja en colaboración con diversos centros de investigaciones y universidades, en el estado de Baja California Sur sus colaboradores más cercanos son: CIBNOR y la UABCS.

## Historia
Fue fundada en el año 1976 por el entonces presidente José López Portillo.

### Mascota
Polita, la burra blanca que es símbolo del Instituto Politécnico Nacional.

## Directores
- Dr. Marcial Arellano Martinez        (2025 - actual)
- Dr. Sergio Hernández Trujillo  (2017-2025)
- Dra. Margarita Casas Valdez        (2011-2017)
- Dr. Rafael Cervantes Duarte         (2004-2011)
- Dr. Franciso Arreguín Sánchez     (2001-2004)
- Dr. Víctor Manuel Gómez Muñoz  (1993-2001)
- Dr. Julián René Torres Villegas     (1987-1993)
- Dr. Sergio Hernández Vázquez     (1984-1987)
- Dr. Daniel Lluch Belda                   (1978-1984)
- Ing. Roberto Reyes Solano           (1977-1978)
- Ing. Felipe Neri España                 (1976-1977)

## Programas de Postgrado

### Maestría
- Manejo en recursos marinos

### Doctorado
- Ciencias marinas
- Bioeconomía pesquera y acuícola